# Кваме Нкрума
Кваме Нкрума (енгл. Kwame Nkrumah; Нкрофул, Златна обала, 21. септембар 1909 — Букурешт, 27. април 1972) био је први и доживотни председник независне Гане. Нкрума је био лидер Гане и државе која јој је претходила, Златне Обале, од 1951. до 1966. године. Од почетка надгледане независности нације од стране британске колонијалне владавине 1957. године Нкрума је био први председник и први премијер Гане. Утицајан у 20. веку као заговорник пан-африканизма, био је један од оснивача Организације афричког јединства.
Рођен је као Франсис Нвиа Кофи-Нгонлома. Школовао се у САД, као и у Акри. Био је и у затвору због политичких уверења. По проглашавању независности Гане 6. марта 1957, Нкрума долази на власт и спроводи марксистичку економску политику. Дистанцирао се од афричког социјализма, који су спроводили његови савременици.
Заједно с кенијским председником Џомом Кенијатом, придружио се Организацији афричког јединства, а њих двојица се сматрају и оснивачима те организације.
Нкрума је временом почео да се понаша као диктатор. Гана је 1964. године проглашена једностраначком државом, а Нкрума доживотним председником. Обављао је и дужност премијера. Његова политика је довела до осиромашења земље и несташице хране. Срушен је с власти 24. фебруара 1966. војним ударом под вођством поручника Џерија Ролингса који је подржала ЦИА током Нкрумове посете Кини. Нкрума је побегао у Гвинеју, где је живео у избеглиштву као гост Секу Туреа. Умро је у 62. години у Румунији, где се лечио од рака.

## Детињство и младост
Кваме Нкрума је рођен 1908 у Нкрофулу, Златна Обала, данашња Гана. Нкрума је студирао да буде наставник у школи Ачимота у Акри од 1925. до 1935. године. Пет година је радио као наставник у неколико школа у Златној Обали, укључујући католичке школе у Акиму, штедећи новац да настави школовање у САД. Године 1935. Нкрума је отпловио из Такорадија, главне луке Златне Обале, у Ливерпул у Енглеској и стигао у Лондон, где је добио студентску визу у амбасади САД. Боравећи у Лондону, крајем 1935. је чуо вест о инвазија фашистичке Италије на Абисинију, што је био догађај који је повредио младог Нкрума и утицао на његов политички развој. У октобру 1935. Нкрума је испловио из Ливерпула за САД и уписао се на Универзитет Линколн у Пенсилванији. Дипломирао је као „Bachelor of Arts“ 1939, а као теолог 1942. године. На Универзитету Пенсилваније стекао је магистарску титулу из педагогије 1942, као и из филозофије 1943. године.

## Повратак на Златну Обалу
У јесен 1947. године Нкрума је позван да буде генерални секретар у Уједињеној конвенцији Златне Обале (УГЦЦ). Ова конвенција је тражила политичке путеве ка независности земље. Нкрума је прихватио положај и отпловио је за 3латну Обалу. Након кратког заустављања у Сијера Леоне, Либерији и Обали Слоноваче, стигао је на 3латну Обалу 10. децембра 1947. године.
Колонијална полиција је 28. фебруара 1948. пуцала на афричке борце-ветеране, који су негодовали због раста трошкова живота. Ова пуцњава је током 1948. изазвала нереде у Акри, Кумасију и у другим местима. Влада је сумњала да иза протеста стоји Уједињена конвенција Златне Обале, те је 12. марта 1948. ухапсила Нкруму и друге страначке вође. Накнадно схвативши своју грешку, Британци су ослободили вође Конвенције 12. априла 1948. године. После затварања од стране колонијалне власти, Нкрума се појавио као вођа Омладинског покрета 1948. године.

### Конвенција уједињене Златне Обале
Године 1946. конституција Златне Обале је дала Африканцима већину у Законодавном савету по први пут. Као значајан корак ка самоуправи, нови договор подстакао је формирање прве истинске политичке странке колоније, која је основана августа 1947, под називом Конвенција уједињене Златне Обале (UGCC). Ова странка је имала за циљ успостављање самоуправе што је пре могуће. Будући да су сви водећи чланови били успешни професионалци, они су морали да плате неком да води партију, а њихов избор је пао на Нкруму по предлогу Ако Адјеа. Нкрума је оклевао, схватајући да је UGCC била под контролом конзервативних интереса, али је увидевши да му нови положај даје велике политичке могућности, одлучио да прихвати понуду. Након што је прошао кроз испитивање британских званичника о својим комунистичким афилијација, Нкрума је у новембру 1947. бродом МВ Акра допловио из Ливерпула кући.
Након краћих заустављања у Сијера Леону, Либерији, и Обали Слоноваче, он је стигао у Златну Обалу, и након кратког боравка у посети својој мајци у Таркви, почео је да ради у партијском седишту у Солтпонду дана 29. децембра 1947. Нкрума је брзо припремио и поднео планове за успостављање грана UGCC широм колоније, и за спровођење штрајкова ако буде неопходно ради остваривања политичких циљева. Овај активистички став је довео до сукоба са управним одбором странке, који је предводио Џ. Б. Данква. Нкрума је започео турнеју да би добио донације за UGCC и успоставио нове огранке.
Мада је Златна Обала била политички напреднија од других британских западноафричких колонија, постојало је знатно незадовољство. Послератна инфлација је узроковала знатне немире због високих цена, што је довело до бојкота малих продавница под арапском управом од почетка јануара 1948. Фармери чији је главни усев какао су били узнемирени јер се на дрвећу појавила вирусна болест натечених изданака, те су колонијалне власти уништавале стабла која су још увек давала плодове. Било је око 63.000 бивших војника у Златној Обали, многи од којих су имали потешкоћа при налажењу запошљења и сматрали су да колонијалне влада не чини ништа да им помогне. Нкрума и Данква су се обратили скупу Уније бивших војника у Акри дана 20. фебруара 1948, што је била припрема за марш за подоношење петиције гувернеру. Кад су те демонстрације одржане 28. фебруара, Британци су отворили ватру. То је довело до нереда у Акри 1948., који су се проширили на целу земљу. Према Нкрумовом биографу, Дејвиду Бирмингему, „некадашња западноафричка 'узорна колонија' доживела је немире и пљачкање пословних простора. Афричка револуција је почела.”
Влада је претпоставила да је UGCC одговорна за немире, те је ухапшено шест вођа, укључујући Нкруму и Данкву. Велика шесторица су били заједно затворени у Кумаси. Дошло је до повећања раздора између Нкруме и осталих, који су га кривили за немире и њихов притвор. Нако што су Британци дознали да су постојали планови за напад на затвор, шесторица је раздвојена, при чему је Нкрума послат у Лавру. Они су пуштени на слободу у априлу 1948. Многи студенти и наставници су демонстрирали за њихово ослобађање, и били су суспендовани; Нкрума је користећи своја сопствена средства, основао Национални колеџ Гане. Ово је, поред других активности, подстакло чланове UGCC одбора да га оптуже за деловање у име партије без овлашћења. Бојећи се да ће их он више повредити делујући са споља него изнутра, они су се сложили да га поставе на функцију почасног благајника. Нкрумина популарност, која је већ била велика, повећала се кад је основао новине Accra Evening News, које нису биле партијски орган, већ у власништву Нкруме и других. Он је такође основао Одбор омладинске организације (CYO) као омладинско крило за UGCC. Ова организација се убрзо одвојила и усвојила мото „Самоуправа сада”. CYO је ујединио студенте, бивше војнике, и тржишне жене. Нкрума је у својој аутобиографији изјавио да је знао да је одвајање од UGCC било неизбежно и да је желео да има подршку маса када дође до сукоба. Нкрумине апеле за слободу је подржавала многобројна незапослена омладина која је дошла са фарми и села у градове. „Музика старе химне је била адаптирана за нове песме о ослобођењу које су поздравили путујуће певачке групе, а нарочито сам Нкрума на масовним окупљањима која су одржавана широм Златне Обале.”

### Конвенција народне партије
Почевши од априла 1949, Нкрумине присталице су вршиле знатан притисак на њега да напусти UGCC и формира сопствену партију. Дана 12. јуна 1949, он је објавио формирање Конвенције народне партије (CPP), при чему је реч „конвенција” изабрана, према Нкруми, „да носи масе са нама”. Било је покушаја да се залечи раздор са UGCC; на једном јулском састанку, било је договорено да Нкрума поново постане секретар и да се распусти CPP. Међутим Нкрумине присталице се нису с тим слагале, и убедили су га да одбије понуду и да остане њихов вођа.
CPP је усвојила црвеног петла као свој симбол – познату икону за локалне етничке групе, и симбол лидерства, будности и мушкости. Партијски симболи и боје (црвена, бела и зелена) су се појавили на одећи, заставама, возилима, и кућама. CPP оперативци су возили црвено-беле-зелене комбије широм земље, свирали музику и придобијали јавну подршку за партију, а нарочито за Нкруму. Ови напори били су изузетно успешни, посебно због тога што су ранији политички напори у Златној Обали имали искључив фокус на урбаној интелигенцији.
Британци су сазвали изабрану комисију Африканаца средње класе, укључујући Велику шесторицу изузев Нкруме, како би израдили нови устав који би Гани дао већи степен самоуправе. Нкрума је видео, чак и пре него што је комисија објавила закључке, да ће опсег препорука бити недовољан за остваривање статуса доминиона и почео је да организује кампању Позитивне акције. Нкрума је захтевао да уставотворна скупштина напише устав. Кад гувернер, Чарлс Арден Кларк, није пристао на до, Нкрума је позвао на Позитивну акцију, при чему су уније почеле општи штрајк 8. јануара 1950. Штрајк је брзо довео до насиља, те су Нкрума и друге CPP вође били ухапшени 22. јануара, и новине Evening News су биле забрањене. Нкрума је био осуђен на укупно три године затвора, и био је затворен са обичним криминалцима у Форт Џејмсу.
Нкрумин помоћник, Комла Агбели Гбедема, је управљао партијом у његовом одсуству; затворени лидер је могао да утиче на догађаје путем кријумчарених порука написаних на тоалетном папиру. Британци су се припремали за изборе у Златној Обали под њиховим новим уставом, и Нкрума је инсистирао да CPP оспори сва места. Ситуација је постала мирнија када је Нкрума ухапшен, и CPP и Британци су заједно радили на припреми изборних листића. Нкрума је био номинован, иако у затвору, за директно изабрано седиште у Акри. Гбедема је радио на успостављању организације за националну кампању, користећи комбије са звучницима за комуницирање партијских становишта. UGCC није био успешан у успостави структуре широм нације, и показао се неспособним да искористи чињеницу да су многи његови противници били у затвору.
На законодавним изборима фебруара 1951, првим општим изворима одржаним под универзалном франшизом у колонијалној Африци, CPP је изабрана са огромном већином.  је освојила 34 од 38 места по страначкој основи, а Нкрума је изабран за његову изборну јединицу у Акри. UGCC је освојио три места, и једно место је добио независни кандидат. Арден-Кларк је увидео да је једина алтернатива пуштању Нкруме на слободу да обустави конституциони експеримент. Нкрума је пуштен из затвора 12. фебруара, и добио је узвишен пријем од својих следбеника. Следећег дана, Арден-Кларк га је позвао да формира владу.

## Независност
Као лидер ове владе, Нкрума се суочио са многим изазовима: прво, да се научи управљању; друго, да уједини четири области Златне Обале; треће, да обезбеди за своју нацију потпуну независност од Велике Британије.

Нкрума је био успешан у сва три изазова. У року од шест година од његовог пуштања из затвора, био је на челу независне нације. Нкрума је 6. марта 1957. године, у 12 часова, изјавио да је Гана независна, као чланица Комонвелта. Нкрума је слављен као „Осагиефо, што значи „Спаситељ“ на језику тви 
Нкрума је 6. марта 1960. најавио планове за нови устав који ће учинити да Гана буде република. Нацрт је садржао одредбу да се суверенитет Гане предаје Унији афричких држава. Председнички избори и уставни плебисцит одржани су 19, 23. и 27. априла 1960. године. Устав је ратификован и Нкрума је изабран за председника.
Године 1963, Нкрума је награђен Лењиновом наградом за мир од стране СССР. Гана је постала чланица-оснивач Организације афричког јединства 1963.
Златна Обала је била међу најбогатијим и социјално најнапреднијим подручјима Африке, са школама, болницама, железницама, социјалним осигурањем и напредном економијом. Под вођством Нкрума, Гана је усвојила неке социјалистичке политике и праксе. Нкрума је створио систем благостања, започевши различите програме за заједнице и оснивајући школе.
Такође је подупирао борбу антиколонијалних герилских група против белачке владе у Родезији након 1965. године. Фебруара 1966, док је био у посети Северном Вијетнаму и Кини, Емануел Кваси Котока и тзв. Веће народног ослобођења извршили су државни удар у Гани.

## Изгнанство, смрт и одавање почасти
Нкрума се никада није вратио у Гану, али је наставио да инсистира на свом виђењу афричког јединства. Живео је у изгнанству у Конакрију, Гвинеја, као гост председника Ахмеда Секу Туреа, који му је одао почаст именујући га потпредседником државе. И поред повлачења са јавног положаја, Нкрума је још увек био у страху од западних обавештајних служби. Када му је кувар преминуо, плашио се да ће га неко отровати и почео је гомилањем хране у својој соби. Сумњао је да су страни агенти надзирали његову пошту, а живео је и у сталном страху од отмице и убиства. Лошег здравља, одлетео је у Букурешт, Румунија, на лечење у августу 1971. године. Умро је од рака коже у априлу 1972. године.
Нкрума је сахрањен у гробници у свом родном селу, Нкрофул, Гана. Његови посмртни остаци су касније пренесени у велики национални музеј–парк у Акри.